# Fliegende Blätter
Il Fliegende Blätter è stata una rivista illustrata tedesca di stampo umoristico, venne stampata a Monaco dal 1845 al 1944 e pubblicata dalla Braun & Schneider.

## Collaboratori
Fra i tanti collaboratori Henry Albrecht, Wilhelm Busch, Hermann Vogel, Gustav Adolf Closs, Hans Kaufmann, Kaspar Kögler, Franz Kreuzer, Lothar Meggendorfer, Adolf Oberländer, Franz Graf von Pocci, Carl Reinhardt, Carl Spitzweg, Emil Reinicke, René Reinicke, Hermann Stockmann, Eugen Croissant, Gustav Traub. Vennero pubblicate illustrazioni anche del vignettista satirico italiano Giuseppe Scalarini.